# Ōe Sueo
Ōe Sueo (japanisch 大江 季雄; * 2. August 1914 in Maizuru; † 24. Dezember 1941 vor Luzon) war ein japanischer Leichtathlet koreanischer Abstammung, der um die Mitte der 1930er Jahre als Stabhochspringer erfolgreich war. Da Korea damals als Provinz Chōsen dem japanischen Generalgouvernement unterstellt war, musste er für Japan starten und die japanische Schreibweise seines Namens benutzen.

## Leben
Ōe gewann drei internationale Medaillen:
- 1934 siegte er bei den Far East Championships in Manila mit 3,96 m.
- 1935 bei den International University Games (Vorläufer der Universiade) in Budapest belegte er hinter Shūhei Nishida (Sieger mit 4,30 m) und vor dem Deutschen Wolfgang Hartmann (Dritter mit 4,00 m) Platz 2 mit einer Leistung von 4,10 m.
- 1936 beim Olympischen Stabhochsprungwettbewerb von 1936 in Berlin wurde er mit übersprungenen 4,25 m Dritter hinter dem siegreichen US-Amerikaner Earle Meadows (4,35 m) und seinem Landsmann Shuhei Nishida (ebenfalls 4,25 m).

Während seiner Sportkarriere studierte er an der Keiō-Universität.
Ōe Sueo erlag im Zweiten Weltkrieg seinen Verletzungen beim japanischen Angriff auf Luzon, als er im Rahmen der Schlacht um die Philippinen bei der Landung in der Lamonbucht von Schüssen getroffen wurde. Der behandelnde Schiffsarzt war sein älterer Bruder.